# Bīsqafīzan
Bīsqafīzan är en ort i Iran.   Den ligger i provinsen Khorasan, i den nordöstra delen av landet, 700 km öster om huvudstaden Teheran. Bīsqafīzan ligger 1 320 meter över havet och antalet invånare är 389.
Terrängen runt Bīsqafīzan är platt åt nordväst, men åt sydost är den kuperad.Runt Bīsqafīzan är det ganska glesbefolkat, med 25 invånare per kvadratkilometer. Närmaste större samhälle är Torbat-e Ḩeydarīyeh, 2,6 km norr om Bīsqafīzan. Runt Bīsqafīzan är det i huvudsak tätbebyggt.